# Twickel (Landgut)

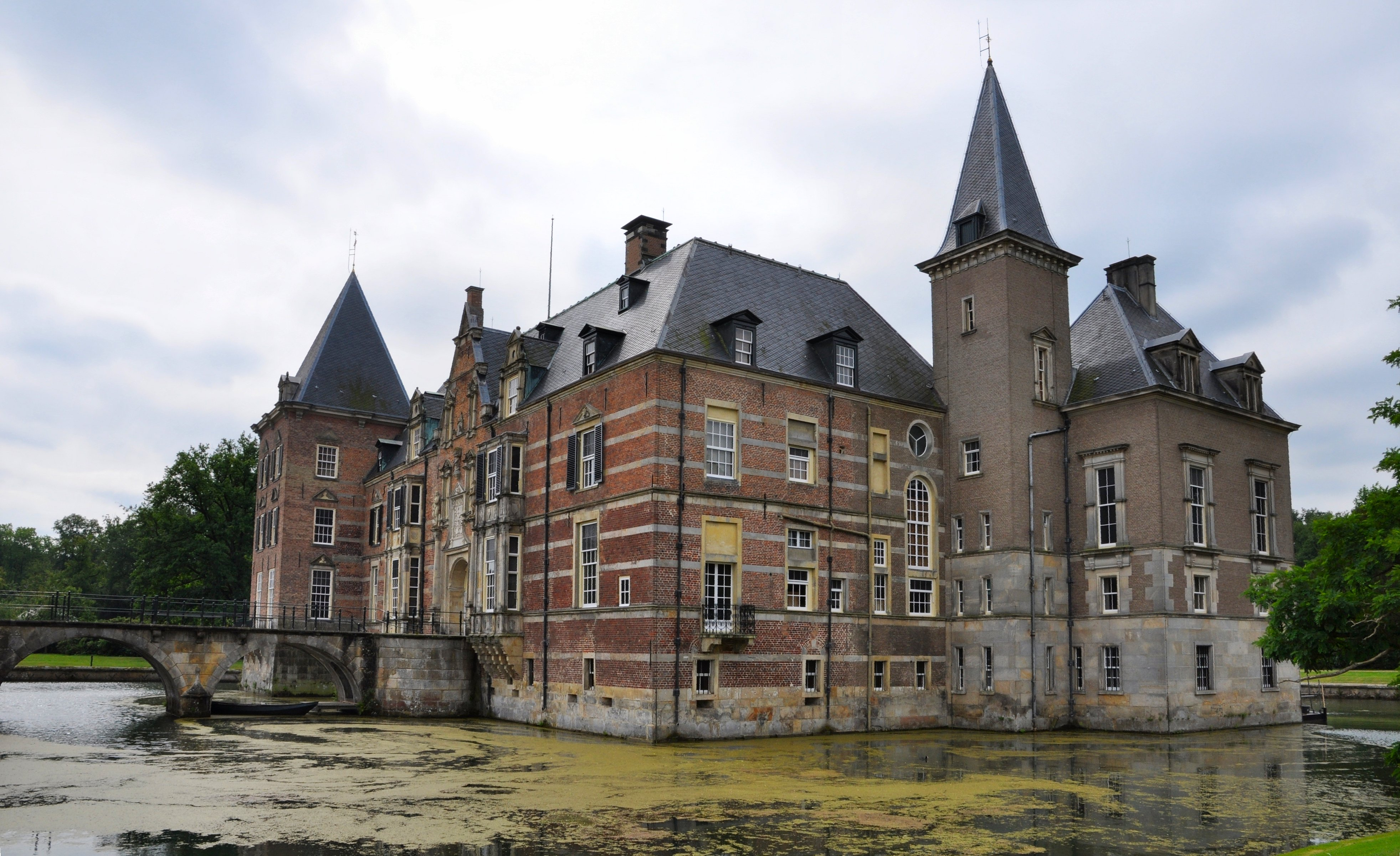
Schloss Twickel

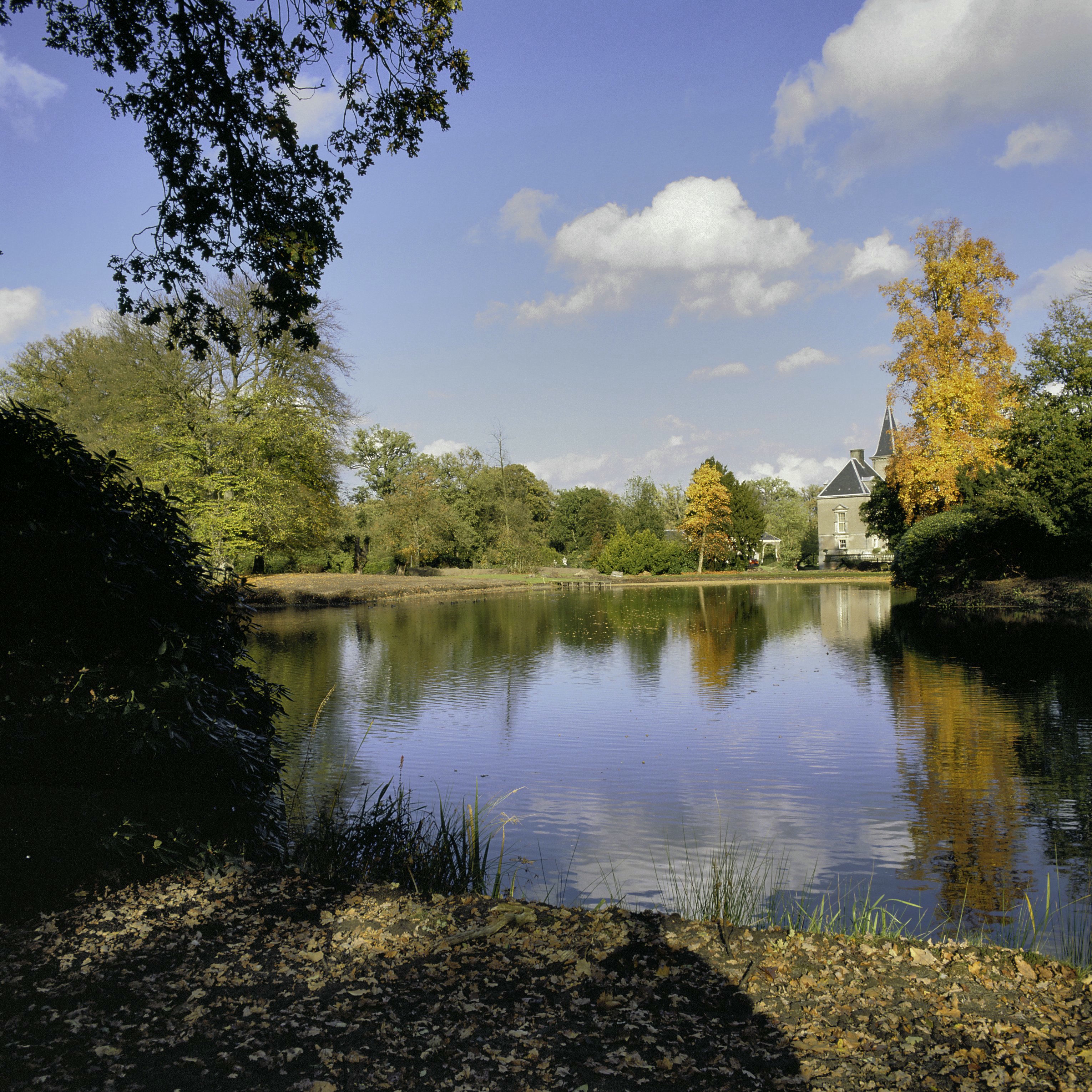
See im Park

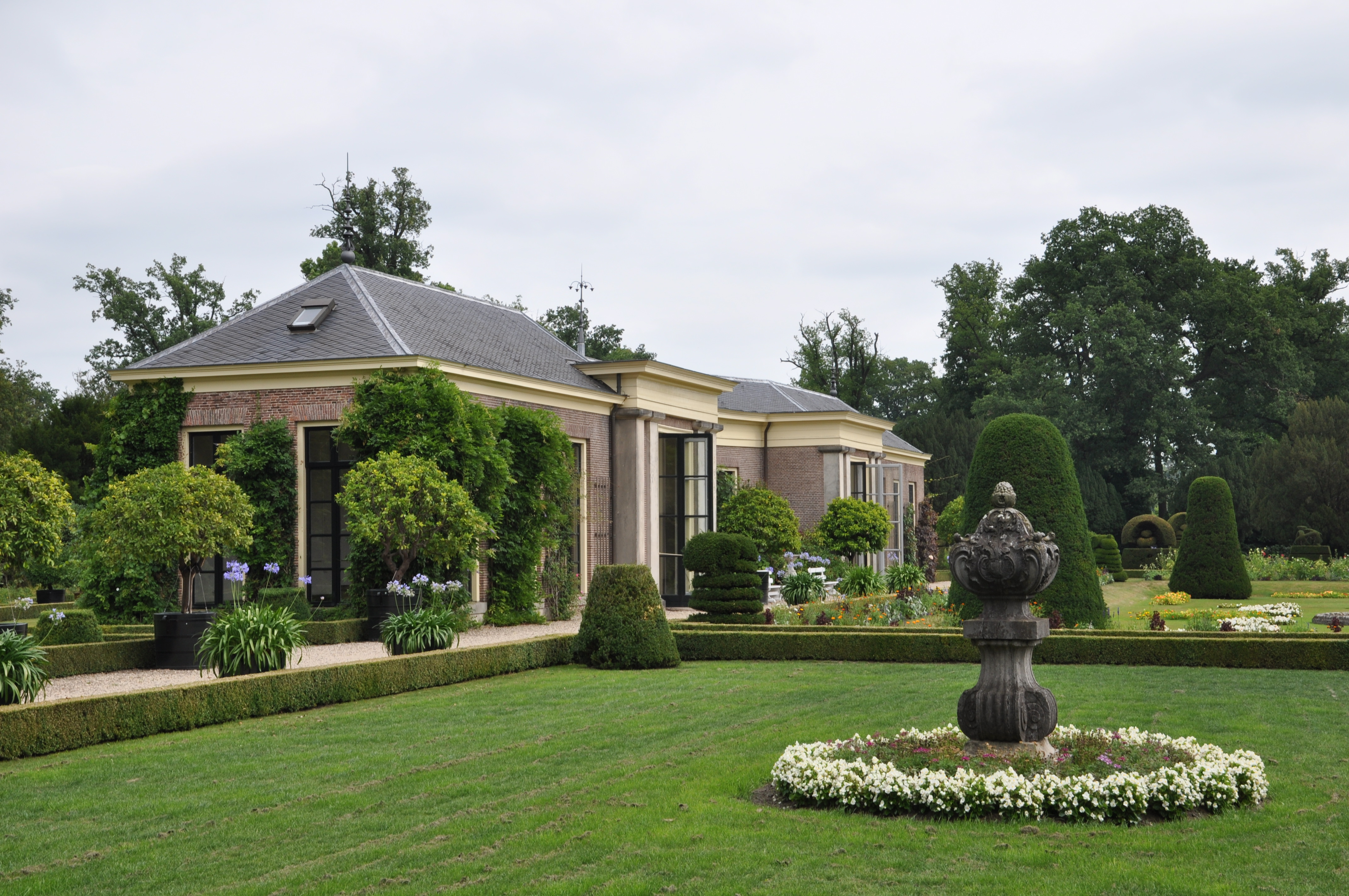
Orangerie im Park

Twickel ist ein denkmalgeschütztes historisches Landgut mit 81 Teilkomplexen in der Nähe von Delden im Weiler Deldeneresch, in der Gemeinde Hof van Twente in der Provinz Overijssel. Die Wasserburg bildet das Zentrum.

## Geschichte
Die älteste Erwähnung von Twickel stammt aus dem Jahr 1347, als Herman van Twickelo das Haus Eysinck bei Delden kaufte. Dieses Haus wurde zum Schloss Twickel. Nacheinander wurde Twickel von Mitgliedern der Familie Van Twickelo (14. bis 16. Jahrhundert), Van Raesfelt (16. und 17. Jahrhundert), Van Wassenaer Obdam (17. bis 18. Jahrhundert) und Van Heeckeren van Wassenaer (19. und 20. Jahrhundert) bewohnt. Der letzte Eigentümer übertrug Twickel an eine Stiftung, die das Anwesen bis heute verwaltet. Bis zu ihrem Tod war die Baronin selbst Vorsitzende des Vorstandes.
Die letzte Baronin legte fest, dass das Schloss auch nach ihrem Tod bewohnt bleiben sollte. Das Wohnrecht ging auf ihren Cousin zweiten Grades Christian Graf zu Castell-Rüdenhausen über, der das Schloss von 1982 bis zu seinem Tod am 21. Januar 2010 bewohnte. Danach ging das Wohnrecht auf seinen Sohn Roderik Graf zu Castell-Rüdenhausen über, der seither dort lebt.
Die Besitzer von Twickel haben verschiedene öffentliche Ämter bekleidet, wie beispielsweise das des „drost van Twente“. Das erhaltene Twickeler Archiv enthält daher nicht nur Dokumente, die sich auf das Schloss und seine Bewohner beziehen, sondern auch auf die Geschichte von Twente. Aufgrund dieser Funktionen war Twickel auch regelmäßig Schauplatz von politischen Verhandlungen und offiziellen Empfängen.

## Baugeschichte des Schlosses
Ein Vorgänger des heutigen Schlosses aus dem 15. Jahrhundert befand sich im Hinterhof, hinter dem Schloss. Ausgrabungen zu den Fundamenten dieses Vorgängers fanden Ende der 1970er Jahre statt. Die ältesten Teile des heutigen Schlosses stammen aus der Mitte des 16. Jahrhunderts. Der Eingang hat einen Giebelstein aus dem Jahr 1551 und ist im Stil der Frührenaissance gebaut. Über dem Eingang befindet sich ein großer Stein mit dem Wappen von Goossen van Raesfelt und Agnes van Twickelo, dem Erbauer und seiner Frau. Der Stein wird von Statuen von Adam und Eva flankiert. Oberhalb des Steins befindet sich der Baum der Erkenntnis mit der Schlange. Der Eingang wird von einem steilen Giebel gekrönt. An beiden Seiten befinden sich Erkerfenster aus Sandstein mit Wappen. Der Südturm und der Abschnitt zwischen dem Eingang und dem Südturm stammen ebenfalls aus dem 16. Jahrhundert. Der Südturm hatte bis zum frühen 18. Jahrhundert eine verengte achteckige Turmspitze, die 1727 durch ein Flachdach mit Balustrade ersetzt wurde. Im 19. Jahrhundert wurde dies durch das heutige Pyramidendach ersetzt. Der Südflügel stammt aus dem Jahr 1643. Im Jahr 1692 wurde parallel zum Eingangsflügel eine Galerie mit einer von Jacobus Roman entworfenen Kaisertreppe errichtet.
1847 ließen Jacob Dirk Carel van Heeckeren van Wassenaer und seine Frau Maria Cornelia van Wassenaer Obdam das Schloss um den Nordturm und den dazugehörigen Flügel nach Plänen des englischen Architekten Robert Hesketh erweitern. Der letzte Baron von Twickel, Rodolphe Frédéric van Heeckeren van Wassenaer, ließ das Haus schließlich um 1900 von dem englischen Architekten William Samuel Weatherley restaurieren und mit modernen Annehmlichkeiten ausstatten. Seitdem ist das Schloss nahezu unverändert geblieben.

## Park und Gärten

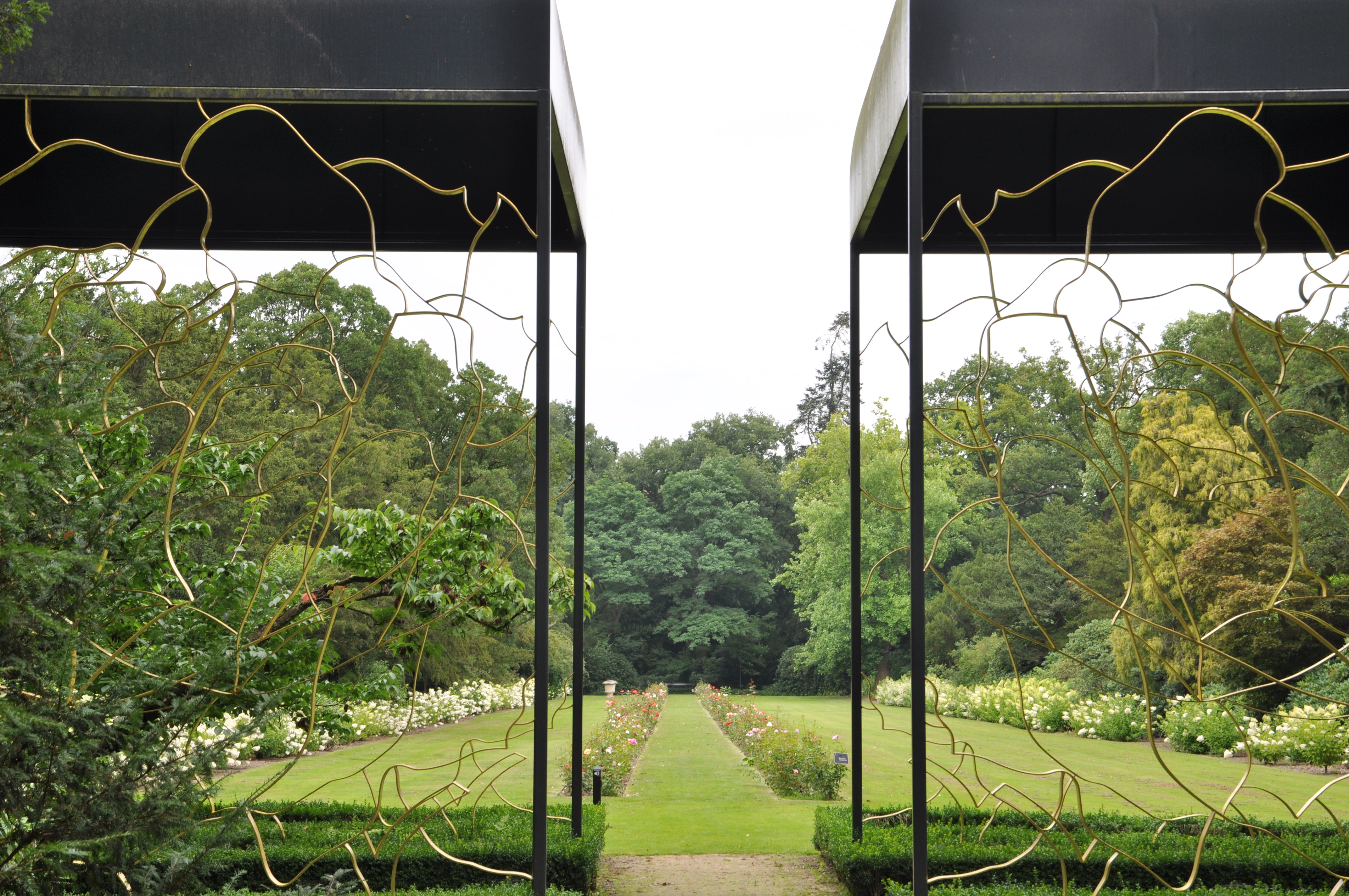
Rosengarten

Twickel genießt große Berühmtheit für seine Gärten und seinen Park. Der älteste bekannte Garten stammt aus der Mitte des 17. Jahrhunderts. Es handelte sich um einen Garten südlich des Schlosses mit Parterres in einem geometrischen Aufbau um eine Lattenpyramide; außerdem gab es zwei Laubgassen. Rund um das Schloss gab es auch Obst- und Gemüsegärten. Das Ganze war von einer Hecke und dem äußeren Graben umgeben. Zu Beginn des 18. Jahrhunderts wurden hinter dem Schloss in der Achse des Hauses ein Barockgarten und Teiche angelegt. Der Küchengarten zog auf die andere Seite der Twickelerlaan, südlich des Kooidijk. Um 1769 wurde nördlich des äußeren Burggrabens ein Wildgehege angelegt. Außerdem wurden kleine Abschnitte im Wald gegenüber dem Schloss im Landschaftsstil angelegt. In der Nähe von Twickel gibt es exotische Bäume. Ende des 18. Jahrhunderts wurde die gesamte barocke Anlage in einen Landschaftsgarten umgewandelt. Zu dieser Zeit wurde die Bergje in der nordöstlichen Ecke des Parks durch Ausheben eines Teiches erhöht. Um 1830 wurde der Park von Jan David Zocher umgestaltet. Auch die heutige Orangerie wurde gebaut. Ende des 19. Jahrhunderts gestaltete Hugo Poortman den formalen Garten um die Orangerie. Eduard Petzold entwickelte Pläne für den Rest des Parks und den Twickeler Wald. Unter anderem wurde dann die Neue Straße gebaut, die die Twickelerlaan mit dem Bahnhof von Delden verband, und der Gemüsegarten wurde an seinen heutigen Standort an der Ecke Twickelerlaan/Bornsestraat verlegt. Der Steingarten wurde im 20. Jahrhundert von der letzten Baronin, M.A.M.A. Baronin van Heeckeren van Wassenaer geb. Gräfin von Aldenburg Bentinck (1879–1975) angelegt. Im Jahr 2008 werden die Entwürfe des Landschaftsarchitekten Michael van Gessel realisiert. Zu den historischen Gebäuden im Park gehören die Orangerie, das Gartenhaus, der Eiskeller und die Eichelscheune.
Twickel ist Mitglied im niederländischen Verband der Botanischen Gärten. Die Sammlung von Zitrusbäumen ist Teil der niederländischen Nationalen Pflanzensammlung.

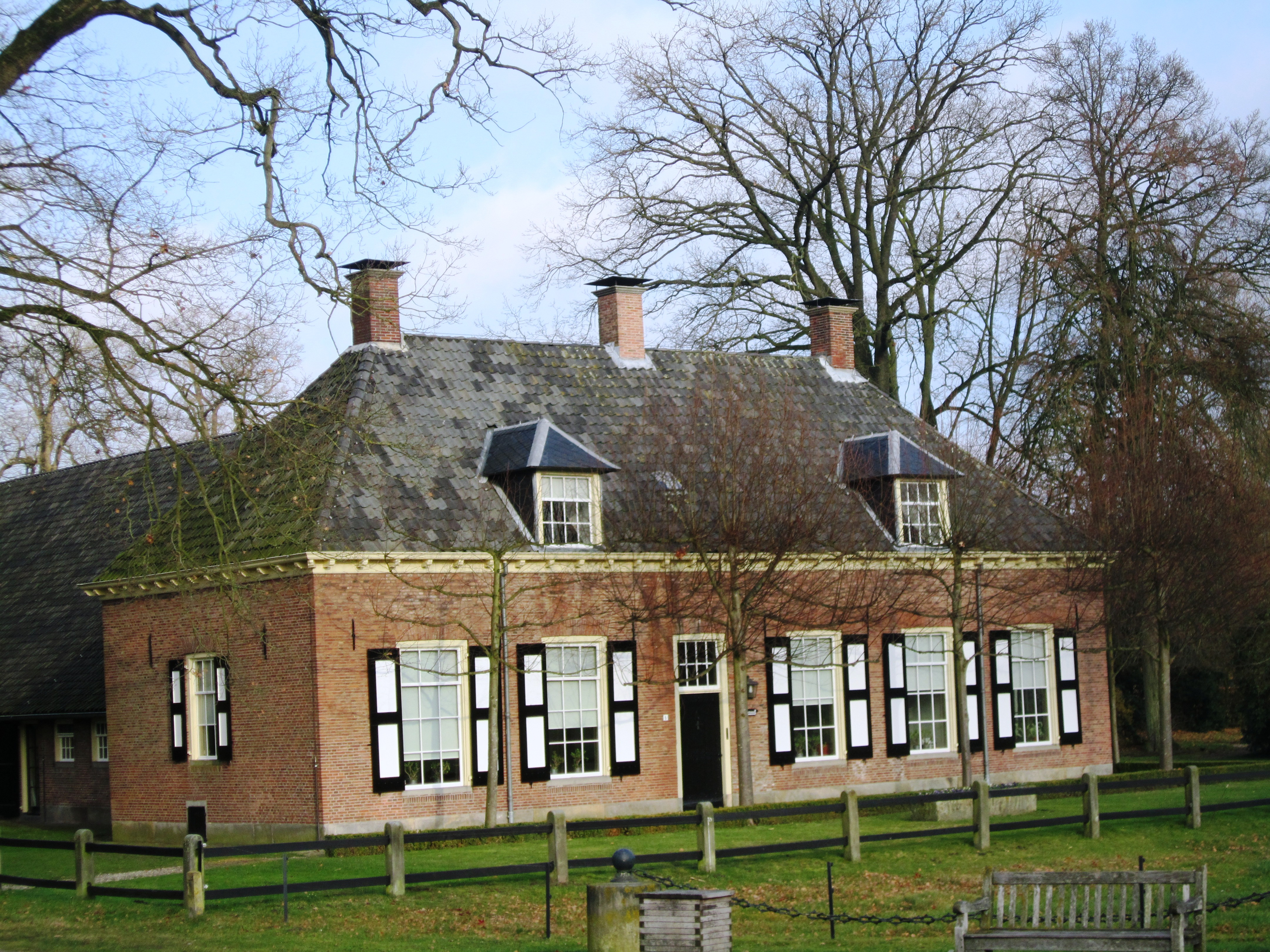
Bauernhaus mit Fensterläden in den Farben des Anwesens: weiß mit schwarzen Rändern

## Zugehöriger Besitz
Zu Twickel gehören mehrere Bauernhöfe, erkennbar an den weißen Fensterläden mit schwarzem Rand. Das Hofgut wird von einem Verwalter verwaltet und die Miete wird für die Bewirtschaftung des Anwesens verwendet. Einige der auf dem Gut hergestellten Produkte werden im Gutsladen verkauft.

## Eigentümer des Hauses Twickel

### Von Twickelo
- 1347–: Herman I. van Twickelo Engelbertszoon († im oder nach 1359)
- –1417: Hermann II. von Twickelo (†im oder nach 1423)
- 1417–1422: Herman III. von Twickelo (†vor oder nach 1421)
- 1422–1449: Johan I. von Twickelo († 1449)
- 1449–1500: Johan II. von Twickelo († 1500)
- 1500–1539: Johan III. von Twickelo († 1539)

### Von Raesfelt
- 1539–1551/um 1580: Agnes van Twickelo († 1551) × 1537 Goossen van Raesfelt (1510–1580)
- 1562–1604: Johan I. van Raesfelt († 1604)
- 1604–: Johan II. van Raesfelt († 1648)
- –1683: Adolf Hendrik van Raesfelt (1625–1682)

### Van Wassenaer
- 1683–1693/1714: Adriana Sophia van Raesfelt († 1694) x 1676 Jacob II van Wassenaer Obdam (1645–1714)
- 1714–1766: Unico Wilhelm van Wassenaer Obdam (1692–1766) × Dodonea Lucia van Coslinga (1702–1769)
- 1766–1800: Carel George van Wassenaer Obdam (1733–1800) × Jacoba Elisabeth van Strijen (1741–1816)
- 1800–1812: Jacob Unico Wilhelm van Wassenaer Obdam (1769–1812) × 1. Adriana Margaretha Clifford (1772–1797), 2. Margaretha Gelena Alewijn (1776–1802), 3. Sophia Wilhelmina Petronella van Heeckeren van Kell (1772–1847)
- 1812/1831–1850/1875: Marie Cornélie van Wassenaer Obdam (1799–1850) × 1831 Jacob Derk Carel van Heeckeren van Kell, alias van Heeckeren van Twickel, alias van Heeckeren van Wassenaer (1809–1875)

### Van Heeckeren
- Jacob Derk Carel van Heeckeren van (1809–1875) × 2. Isabelle Sloet van Toutenburg (1823–1872)
- 1875–1883: Carel George U.W. van Heeckeren van Wassenaer (1875–1883), starb unverheiratet im Alter von 26 Jahren an Typhus
- 1883/1936/1953 Rodolphe Frédéric van Heeckeren van Wassenaer (1858–1936) × Marie Amélie M.A. van Aldenburg Bentinck (1879–1975)
- 1953 – : Stiftung Twickel

## Stiftung Twickel
1953 wurde die Stiftung Twickel mit dem Ziel gegründet, Twickel als Naturschutzgebiet und Kulturdenkmal für Wanderer, Naturfreunde und Kunstliebhaber zu erhalten und damit seine historische Bedeutung zu bewahren. Baronin Van Heeckeren van Wassenaer brachte den Kern ihres Vermögens in die Stiftung ein. Dazu gehörte auch die Burg Twickel mit ihren Wäldern, Höfen und Inventar. Auch das Hausarchiv ging in den Besitz der Stiftung über. Die anderen Ländereien blieben im Privatbesitz der Baronin.
Nach ihrem Tod im Jahr 1975 wurde ihr gesamter privater Nachlass durch ein Vermächtnis auf die Twickel-Stiftung übertragen, und der Nachlass ging in die Twickel-Stiftung über.
Seit 2013 wird ein Teil des Hauses von Roderik zu Castell-Rüdenhausen und seiner Familie bewohnt.

## Nutzung
Der Landsitz Twickel wird oft von Tagesausflüglern besucht. Die Schlossgärten können gegen Eintrittsgebühr besichtigt werden, die Gemüsegärten können in den Sommermonaten mittwochs und freitags besichtigt werden. In der Orangerie, in der die Zitrusbäume überwintern, gibt es in den Sommermonaten einen Teeladen. Das Schloss kann während zwei Wochen im August mit einem Führer besichtigt werden. Am Tag des offenen Denkmals sind die Stallungen und die Kutschenremise auf dem Vorplatz geöffnet, ebenso der Landschaftspark Breeriet.
Die Wälder und Felder rund um das Schloss werden gerne zum Wandern genutzt. Der Europäische Wanderweg E11 verläuft durch den Wald. Die Route ist lokal besser bekannt als Marskramerpad. Auf dem Gelände befindet sich seit 1997 ein Golfplatz des Twentsche Golfclubs. Im Jahr 2010 wurde in Twickel eine 70 Kilometer lange Mountainbike-Strecke eingerichtet. Die Route ist mit Pfeilen gekennzeichnet und führt über bestehende Feldwege sowie speziell angelegte Singletrails, insgesamt etwa zehn Kilometer.

## Einzelnachweise

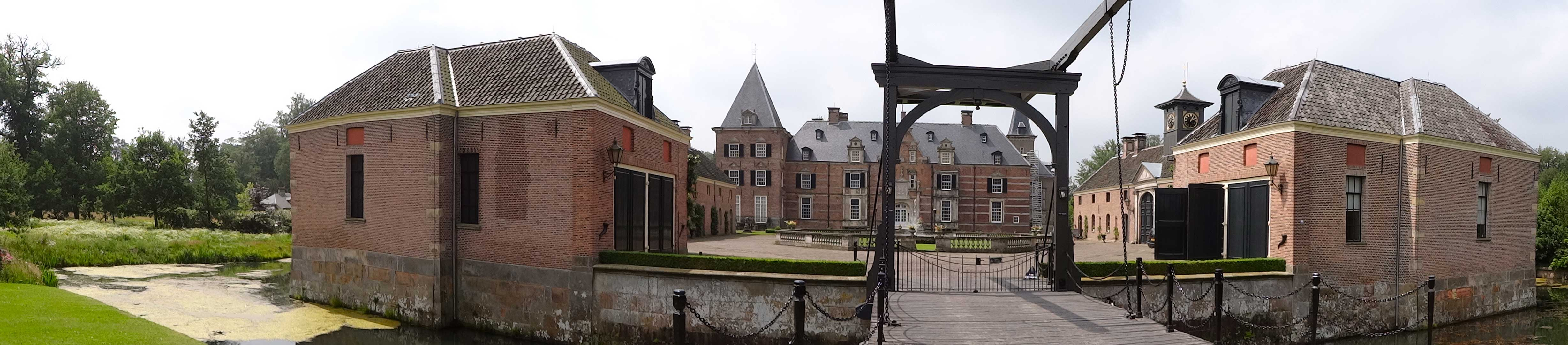